# Strzelając do psów
Strzelając do psów (ang. Shooting Dogs) – brytyjsko-niemiecki dramat filmowy z 2005 roku w reżyserii Michaela Caton-Jonesa. Opowiada o ludobójstwie w Rwandzie w 1994 i został nakręcony na podstawie autentycznych wydarzeń, które miały miejsce w szkole École Technique Officielle w Kigali, gdzie kręcono również zdjęcia.

## Obsada
- John Hurt – Christopher
- Hugh Dancy – Joe Connor
- Dominique Horwitz – Kapitan Charles Delon
- Louis Mahoney – Sibomana
- Nicola Walker – Rachel

## Opis fabuły
Głównymi bohaterami są stary ksiądz Christopher i młody nauczyciel języka angielskiego Joe. Prowadzą oni szkołę École Technique Officielle (ETO) w Kigali. Kiedy rozpoczyna się rzeź, w szkole szukają schronienia cywile z plemienia Tutsi. Opiekuje się nimi ksiądz Christopher i Joe. Początkowo placówkę ochraniają żołnierze belgijscy z pokojowych sił ONZ, jednak dostają rozkaz, aby wycofać się.

## Krytyka
Niektórzy badacze uważają interpretację wydarzeń za fikcyjną. W początkowych tygodniach ludobójstwa w Rwandzie nie było ekip BBC, a sama korporacja przedstawiała ludobójstwo jako walki plemienne. Dopiero 29 kwietnia 1994 (23 dni po rozpoczęciu ludobójstwa) BBC po raz pierwszy użyło tego słowa. Istnieje wręcz pogląd, że błędy, jakie popełniły zachodnie media w opisywaniu wydarzeń, jakie miały wówczas miejsce, miały wpływ na samo ludobójstwo.